# Hasan Dosti
Hasan Dosti, född 1895 i Gjirokastra i Albanien, död 29 januari 1991 i Los Angeles i USA, var en albansk politiker.
Dosti studerade i sin barn- och ungdom vid grekiskspråkiga skolor i Tsamerien (i dagens Thesprotia i nordvästra Grekland). Han flyttade till Vlora i Albanien efter första världskrigets slut och kom i kontakt med Avni Rustemi. Han avlade examen i juridik och statsvetenskap vid universitetet i Paris och återvände till Albanien för att verka som jurist. Som opponent till Ahmet Zogus regim fängslades han vid ett flertal tillfällen. Han var en av de ledande gestalterna i Balli Kombëtar (Nationella fronten i Albanien) under andra världskriget. Han var även justitieminister i Albanien under Italiens ockupation. Efter kommunisternas seger gick han i exil och bodde i USA där han verkade för störtandet av kommunistregimen i Albanien i organisationen Shqipëria e Lirë (på svenska Det fria Albanien). Han dog 96 år gammal i Los Angeles.